# История нефтепоиска в Ишимбае
История нефтепоиска в Ишимбае — условное название хронологии поиска нефти в будущем районе Второго Баку.

## Предыстория
Первое научное сообщение появились в 1770 году. Академик Петербургской Академии наук по естественным наукам (1771) Иван Иванович Лепёхин «Дневные записки путешествия доктора и Академии наук адъюнкта Ивана Лепёхина по разным провинциям Российского государства в 1768 и 1769 году», т.5. Кусяпкулово
к вечеру приехали мы в Башкирскую деревню Кусяпкулову, которая лежит при речке Тайрюк, впадающей в Белую, где и ночевали. <...> В деревне Кусяткуловой двое таких пристали к нам рудоискателей, которые обещали золотыя горы. Поехали с Башкирцами на золотую гору. Она составляла берег реки Белой в пяти верстах от вышеупомянутой деревни и называлась Кызлы Яр (Красный Яр). <...> Любопытство наше на сем месте усугубил небольшой ключик, состоящий из горной нефти, на которой мы напали разкапывая землю; мы добралися и до самаго ея источника в глубине около аршина. Оную нефть изпущала из себя жила каменнаго угля толщиною не с большим в четверть. По одной появившейся жилке дошли мы до разных, из которых иныя слишком на аршин толщиною были. Далее разкапывать сие место сил наших не достало, а при том и время не терпело, чтобы тут жить долго. <...> В пяти верстах от помянутаго места противу Башкирской деревни Биш Казак в самом яру реки Белой оказался густой асфальт, истекающий в реку Белую. Из чего без сумнения заключать можно, что труд и иждивение не потеряются, естьли сие места надлежащим образом разработать приказано будет. 
Следующие известия пришли спустя почти век.

## 1800-е
В 1864—1867 гг. горный инженер Васильев на средства казны исследовал Окрестности деревень Яр-Бишкадак и Урман-Бишкадак. Построены штольни длиной 106 м, три шахты глубиной 10-45 м, скважина глубиной 32 м. Обнаружены лишь прожилки асфальта. Скважины исследовал Александр Карпинский, будущий первый президент Академии Наук СССР.
В 1880—1881 гг. геолог Горного ведомства В.И. Меллер провёл первое геологическое исследование будущего Ишимбайского района. Был дан отрицательный вывод перспективы нефтеносности.
В 1890—1897 стерлитамакский городской голова А. Ф. Дубинин организовал бурение разведочных скважин глубиной 21-91 м в район деревни Нижне-Буранчино, Кусяпкулово. Хотя нефть не найдена, но дана положительная оценка перспектив нефтеносности и подано прошение в геологический комитет о проведении глубокого бурения за счёт казны.

## 1900-е
В 1902 старший геолог Геологического комитета А. А. Краснопольский прибыл в исследованное место, произвел осмотр выделений нефти и дал отрицательное заключение на просьбу Дубинина.
В 1904—1905 гг. геологи А. П. Иванов и Ф. И. Кандыкин прибыли в будущий Ишимбайский район и пришли к противоположным Краснопольскомиу выводам. Ими дана положительная оценка нефтеносности и возможность залегания нефти в глубоких горизонтах.
1907 г.  Вышла статья Кандыкин Ф. И. Нижне-Буранчинское месторождение в Стерлитамакском уезде, Уфимской губернии (русский) // Записки Уральского общества любителей естествознания. — 1907. — Т. № 16.

## 1910-е
В 1911—1914 частный предприниматель А. И. Срослов пробурил скважины глубиной от 20 до 90 м, шахта глубиной 20 м, обнаружен асфальт и густая нефть.
В 1913 г. геолог Ф. И. Кандыкин подал прошение в Уральское горное управление о глубоком бурении за счёт средств казны. Просьба не удовлетворена.
Тогда же уфимский губернатор подал просьбу в геологический комитет об экспедиции в район Нижне-Буранчино, Ишимбаево, Кусяпкулово за счёт казны и получил Отрицательный ответ.
В 1914 г. окружной инженер Уфимского горного округа Н. С. Ставровский подал заявление в Геологический комитет о необходимости глубокого разведочного бурения в районе Нижне-Буранчино, Ишимбаево. Снова отрицательное решение.
В 1916 г. по заданию геологического комитета геолог А. Н. Замятин прибыл в будущий Ишимбайский район для его обследования. Он дал отрицательное заключение о перспективности поисков нефти.
В 1918–1921 гг. по инициативе Башкирского Совета Народных Комиссаров в районе деревни Ишимбаево были пробурены 25 скважин глубиной до 57 м, в кото-рых были обнаружены нефтепроявления.
В конце сентября 1919г. Советское правительство направило геологическую партию, на базе которой была сформирована Ишимбаевская изыскательская контора при Уральском военном округе.
16 сентября 1919 г. по инициативе И.М. Губкина 

Президиум ВСНХ принял решение организовать в Урало-Волжском регионе широкомасштабное бурение на нефть, а для оперативного руководства этими работами при главном нефтяном комитете было учреждено «Управление по нефтяным работам Волжского и Уральского районов». Совет Народных Комиссаров выделил необходимые денежные средства и материально-технические ресурсы. Но они не могли обеспечить масштабные поиски нефти в Урало-Волжском регионе. Имеющаяся буровая техника была маломощной и не могла обеспечить глубокое бурение. Отрицательную роль в выделении крупных затрат для поисков нефти в новом районе играли вышеприведённые разногласия среди  учёных и геологов в оценке перспектив нефтеносности региона в целом. Отсутствие в то время достаточно мощных буровых станков, большая глубина залегания нефтеносных горизонтов в Урало-Поволжье не позволили энтузиастам нефтяного дела обнаружить промышленные запасы нефти, и тем самым укрепили позиции тех геологов, которые считали, что здесь не следует ожидать крупных месторождений. Поэтому основные денежные и материаль-ные потоки были направлены на восстановление после гражданской войны нефтепромыслов Баку, Грозного и Майкопа.— Салимов, Марат Дамирович. Начальные этапы промышленной разработки нефтяных месторождений Урало-Поволжья и подготовка инженерных и научных кадров для нефтяной промышленности в Республике Башкортостан Дис. канд. техн. наук : 07.00.10. Афтореферат. Уфа, 2005

## 1920-е
Май 1929 г. По инициативе начальника горного отдела Ф.Н. Курбатова Башсовнархоз обратился в Государственный исследовательский нефтяной институт и в Геологический комитет с просьбой организовать разведку на нефть в Башкирии.
Лето 1929 г. ГИНИ направил в БАССР три геологические партии, одна из них под руководством геолога А.А. Блохина работала в будущем Ишимбайском районе.

## 1930-е

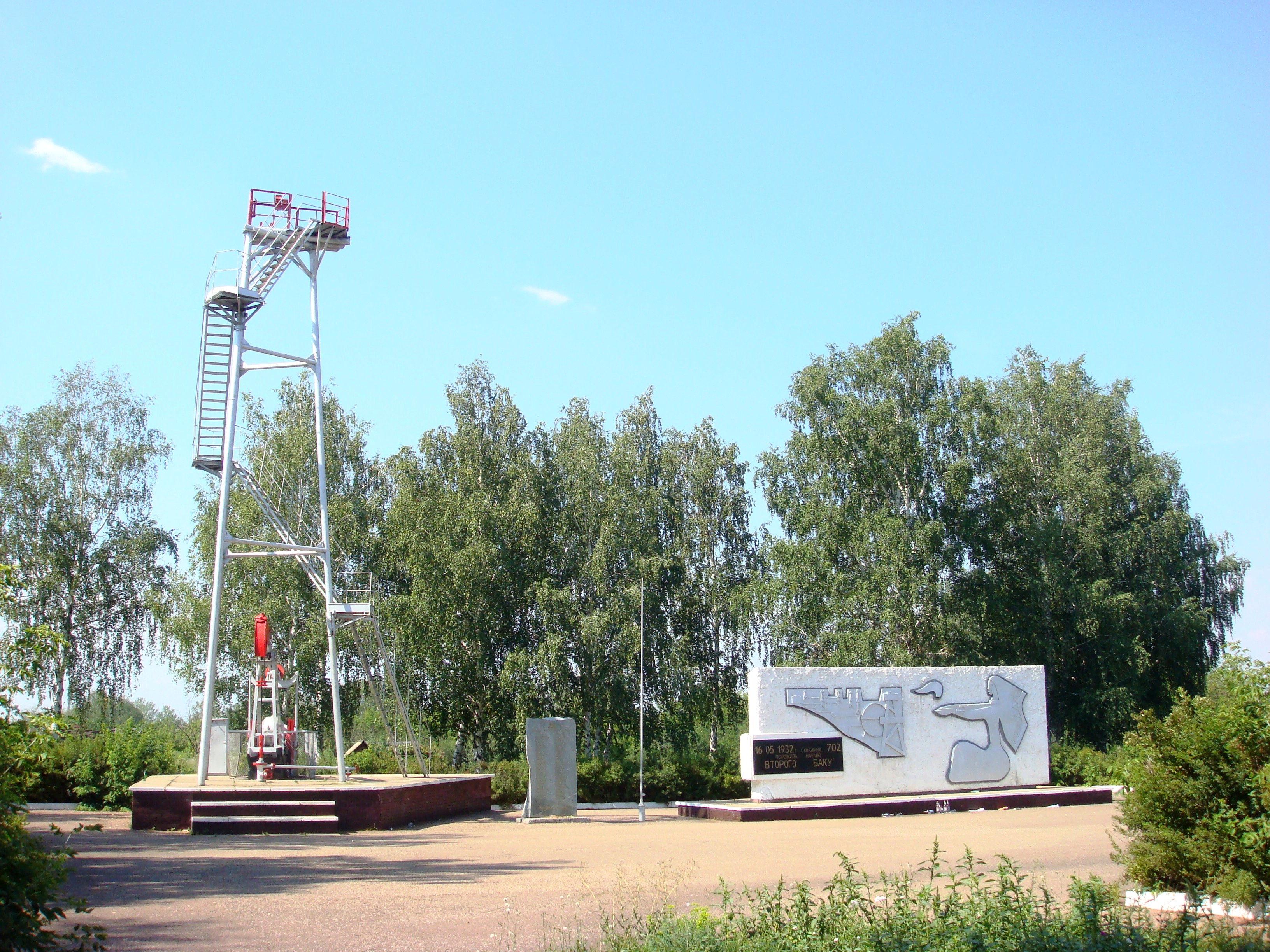
Скважина № 702, ныне мемориальный комплекс «Вышка-бабушка»

Июнь 1930 г. Правительство БАССР поднимает вопрос об ускорении начала работ по глубокому бурению в будущем Ишимбайском районе перед президиумом Всероссийского ЦИК и Совнаркомом СССР.
28 октября 1930 г. вышло Постановление Правительства СССР, обязывающее ВСНХ СССР «Обеспечить в планах Союзнефти на 1931 г. глубокое бурение месторождений нефти в БАССР». Были приняты меры по укреплению материально-технической базы нефтеразведок.
Осень 1930 г., по завершении геологических исследований, А.А. Блохин наметил четыре точки скважины № 701–704 под бурение глубоких скважин.
Осень 1930-весна 31 гг. Из Азербайджана отправлены 104 вагона с оборудованием и инструментами, буровые станки, силовая станция, специалисты и квалифицированные рабочие трестов «Азнефть» и «Грознефть». Доставка тяжелого бурового оборудования со станции Раевка в 120 км. гужевым транспортом зимой 1930–1931 гг.
17 апреля 1931 года. Пробурена первая скважина в районе д. Ишимбаево. Бригада бурового мастера Коровникова бурила долотами «рыбий хвост» (РХ), негодными для бурения твердых пород (плотных известняков), поэтому  проходка составляла 40 – 50 м/ст.-мес. Р
3 июня 1931 забурена скважина № 702.
Август 1931 г. Трест «Востокнефть» дал указание прекратить работы на скважине № 703 при глубине 568 м. ввиду бесперспективности поиска. Но  при полной поддержке буровых бригад, согласившихся работать бесплатно,  А.А. Блохин продолжал бурение скважины № 703.
16 мая 1932 г. в 11 часов 30 минут с глубины 680,15 метра скважина № 702 выбросила первый 36-метровый фонтан промышленной нефти в течение 4 часов около 50 тонн нефти.
3 июня 1932 г. дала нефтяной фонтан дебитом 320 т/сут. скважина № 703 (мастер Д. Лебедев).
25 июля 1932 г. Совет труда и обороны принял Постановление «О Башкирской нефти». В нём предусматривались меры по обеспечению нефтяной новостройки материально-техническими ресурсами. С открытием нефти в Ишимбаево увеличились капиталовложения в нефтяную промышленность республики,  поставка бурового оборудования, усилилось обеспечение инженерно-техническими кадрами.